# Carlos Fuentes Peñafiel
Carlos Fuentes Peñafiel (n. Balsicas (Torre Pacheco); 2 de julio de 1933 - f. 25 de agosto de 2009), escritor español.

## Biografía
Hijo de Cayetano Fuentes y Pancracia Peñafiel. Al fallecer sus padres, sus abuelos se hacen cargo de él y de sus tres hermanos. Es en el mismo Balsicas donde vivirá y desarrollará su labor literaria. 
En el año 1959 contrae matrimonio con Josefina Zambudio Cerezo, con quien tendrá seis hijos. Durante los años 60 y 70 compagina la poesía con la dirección de salas de cine, dirigiendo "Cine Peñafiel" en Avileses y posteriormente "Cine Lux" en Balsicas.
Destaca su dedicación al coleccionista, llegando a reunir objetos de temática "costumbrista" y gran valor histórico relacionados con el campo de Cartagena.
Escritor autodidacta, poeta, y conferenciante, muy conocido en los años sesenta y setenta por la intensidad y riqueza de su obra literaria, y por los numerosos premios de poesía que acaparó en los más diversos y conocidos certámenes de la época, como el premio nacional de poesía marina, con el libro "Mieses y Espinos", con el cual obtuvo el primer premio. obtuvo más de cien premios nacionales de poesía y periodismo.
El último libro que publicó fue Retornos. Antología leve, publicado por el Ayuntamiento de Torre Pacheco, en 2005. En él se incluían treinta y seis poemas, escritos entre 1969 y 1999, y que fueron ilustrados por su hijo el pintor Rubén Zambudio.La mayoría de los poemas que componen el libro fueron galardonados con flor natural y primeros premios en certámenes nacionales.